# Шарлай
Шарлай (в верховье Проказовка) — река в России, протекает по Оренбургской области. Устье реки находится в 15 км по левому берегу реки Тельгаза. Длина реки составляет 13 км.
Имеет левые притоки — ручей Родники, а также ручей оврага Волчьего.

## Данные водного реестра
По данным государственного водного реестра России относится к Уральскому бассейновому округу, водохозяйственный участок реки — Сакмара от впадения реки Большой Ик и до устья. Речной бассейн реки — Урал (российская часть бассейна).
Код объекта в государственном водном реестре — 12010000712112200006770.